# Cohomologie galoisienne
En mathématiques, la cohomologie galoisienne est l'étude de l'action d'un groupe de Galois sur certains groupes, par des méthodes cohomologiques. Elle permet d'obtenir des résultats à la fois sur le groupe de Galois agissant, et sur le groupe sur lequel il agit. En particulier, le groupe de Galois d'une extension de corps de nombres L/K agit naturellement par exemple sur le groupe multiplicatif L×, mais aussi sur le groupe des unités de l'anneau des entiers du corps L, ou sur son groupe des classes.
Le cadre naturel pour définir les complexes cohomologiques étudiés est plus abstrait que celui de la cohomologie galoisienne stricto sensu : voir cohomologie des groupes profinis.

## En théorie algébrique des nombres
La formulation actuelle de la cohomologie galoisienne prend sa source dans les années 1950, avec les travaux de Claude Chevalley, qui permirent une nouvelle formulation, une formulation cohomologique, de la théorie des corps de classes, en particulier en évitant tout recours aux fonctions L. D'anciens résultats s'interprétèrent alors comme des résultats cohomologiques : le théorème 90 de Hilbert, datant du XIXe siècle, par exemple stipule l'annulation du premier groupe de cohomologie pour l'action d'un groupe de Galois cyclique sur le groupe multiplicatif du surcorps considéré ; et sa généralisation par Emmy Noether devient la généralisation de ce fait pour une extension finie. La théorie de Kummer s'interprète quant à elle comme un résultat de dualité.
Une question importante concernant la cohomologie galoisienne est celle de l'obtention d'un éventuel principe local-global. Les groupes de Chafarevitch, qui mesurent l'obstruction à un tel principe, sont encore mal compris, et constituent un thème de recherche important.

## En géométrie algébrique
Les groupes de Chafarevitch, dans le cadre des courbes elliptiques, interviennent dans la formulation de la conjecture de Birch et Swinnerton-Dyer.